# Amasis (potier)
Pour les articles homonymes, voir Amasis (homonymie).
Amasis, potier athénien, né au VIe siècle av. J.-C. à Naucratis dans le Delta du Nil (en Égypte), exerça entre –555 et –525 et fut l’un des meilleurs spécialistes des vases en céramique à figures noires qui fit évoluer l’art de la poterie.

## Évolution de l’art
Au début du VIe siècle av. J.-C., la production de céramique en Attique est encore sous l'influence de l'art égyptien et des peintres corinthiens, auxquels les ateliers d'Athènes empruntent la technique de la figure noire et les animaux fantastiques, éléments principaux du décor attique. Les formes évoluent également vers une tendance aux grands vases qui ornent les tombes des aristocrates.

## Peintres d’Amasis
Amasis, après un apprentissage à Athènes, développa sa propre technique qui fit école, particulièrement dans la fabrication de petites poteries qui se prêtent à la miniature comme les amphores, œnochoés, lécythes, et coupes. Amasis s’entoure d’autres artistes peintres, comme Lydos, et introduit de nouveaux motifs à figures noires comme des scènes humaines et animales ainsi que des paysages, dans le style mythique et héroïque.
Aujourd’hui on connaît huit vases à figures noires et une coupe à figures rouges, signés de la main du maître.